# Agitator
(slogan promozionale)
Agitator (荒ぶる魂たち?, Araburu tamashiitachi, lett. "Spiriti selvaggi") è un film del 2001, diretto da Takashi Miike. È uscito in due versioni: una per le sale cinematografiche, della durata di 150 minuti, l'altra per la televisione, della durata di 200 minuti.

## Trama

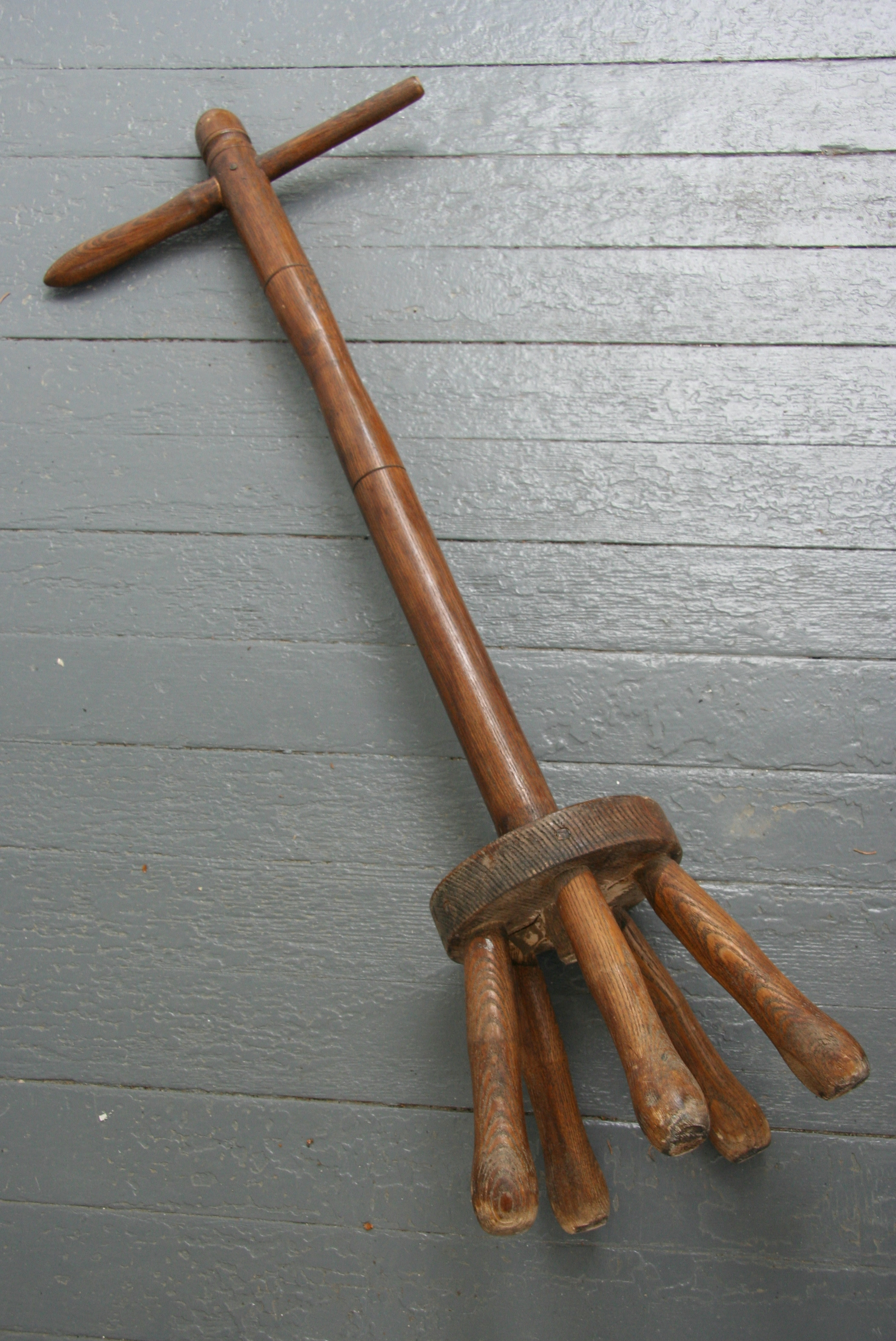
Copertina del DVD italiano

Il clan yakuza Tensei, l'organizzazione più grande della città, si prepara per la successione al comando. I clan Kaitō e Shirane organizzano quindi un piano per unire le loro forze e inglobare un terzo clan, quello degli Yokomizo, per ottenere il comando del Tensei. Mizushima e Muroi, appartenenti agli Shirane, mandano i loro uomini a provocare il clan Yokomizo, per innescare una rappresaglia, far dimettere gli anziani leader dei gruppi e quindi proporre un'alleanza.
Il clan Higuchi, appartenente agli Yokomizo, dopo aver visto il loro boss ucciso dagli Shirane, uccide il boss di questi ultimi. Sembra che il piano dei Kaitō e degli Shirane sia a buon punto, ma Kunihiko Kenzaki, braccio destro di Higuchi, scopre il complotto e inizia una faida con le altre famiglie, rapendo Muroi e facendogli confessare con la tortura il complotto in atto.
Higuchi, capendo che la situazione è senza via d'uscita, si dissocia formalmente dal proprio clan e tenta di convincere Kunihiko a liberare Muroi, in cambio di un riscatto. Kunihiko accetta, dopo alcuni tentennamenti, quindi tutto il clan Higuchi si reca sul luogo dello scambio, ma una volta rilasciato Muroi e ottenuto i soldi, Higuchi viene ucciso da due killer inviati dal Tensei. Una volta perso il suo mentore, boss e amico, Kuhiniko decide di sciogliere il clan: alcuni se ne vanno subito, e rimangono soltanto tre ragazzi. Insieme a loro, Kunihiko uccide tutti i responsabili della morte di Higuchi.
Sakuraba, il killer che ha ucciso Higuchi e il padre del ragazzo che Kunihiko ha ucciso subito dopo la morte di Higuchi, rapisce intanto Numata, uno degli uomini che ha lasciato subito il clan Higuchi, quindi chiama Kunihiko. Una volta sul luogo, scatta una violenta sparatoria, durante la quale muoiono tutti i presenti, tranne Kunihiko e un suo giovane sottoposto.
Ormai sconvolto e infuriato, Kunihiko sale su un camion pieno d'esplosivo insieme al giovane ragazzo e si reca al quartier generale dei Tensei.
Qui, al grido di "Quanto te ne vai, lo fai con un bang!", sfonda il cancello della sede, andando incontro alla fine.

## Premi e riconoscimenti
- 2002 - Festival Internazionale del cinema catalano di Stiges (Orient Express Award a Takashi Miike)

## Collegamenti ad altre pellicole
- La sequenza in cui uno yakuza, interpretato dallo stesso Takashi Miike, sodomizza una ragazza con un microfono è un riferimento a un'analoga sequenza presente in Visitor Q, diretto da Miike nel 2001, in cui a subire la violenza è un uomo.
- La sequenza finale in cui Kunihiko e il suo sottoposto si gettano verso il quartier generale del Tensei con un camion imbottito di esplosivo è ripresa da Boiling Point - I nuovi gangster di Takeshi Kitano In cui il protagonista nella scena finale distrugge la sede degli Yakuza che lo hanno tormentato con appunto un camion imbottito di esplosivo.